# Syrische Elektronische Armee
Die Syrische Elektronische Armee (arabisch الجيش السوري الإلكتروني, DMG al-Ǧaiš as-sūrī al-iliktrūnī, englisch Syrian Electronic Army) ist eine seit 2011 agierende Hacker-Gruppierung, die im syrischen Bürgerkrieg die Regierung des Präsidenten Baschar al-Assad unterstützt. Ziel der Angriffe sind neben syrischen Oppositionsgruppen auch Medien und Nachrichtenagenturen wie die New York Times, Reuters und Associated Press, Menschenrechtsorganisationen wie Human Rights Watch, Hochschulen wie Harvard und Unternehmen wie Microsoft.
Die genaue Beziehung der Gruppe zum Machtapparat des syrischen Staates ist unklar, eine direkte Verbindung wird von der Gruppe selbst abgestritten. Die Verwendung der Top-Level-Domain .sy ist jedoch nur mit staatlicher Erlaubnis und unter Verwendung der restriktiven staatlichen Netzwerke möglich. In einer Rede an der Universität Damaskus pries Assad die Gruppe im Juni 2011 als „reale Armee in einer virtuellen Wirklichkeit“.